# Elisabeth Eppinger
Elisabeth Eppinger (ur. 9 września 1814 w Niederbronn, zm. 31 lipca 1867 tamże) – francuska zakonnica, założycielka Zgromadzenia Sióstr Najświętszego Zbawiciela, błogosławiona Kościoła katolickiego.

## Biografia
Elisabeth Eppinger urodziła się w wielodzietnej rodzinie, a jej rodzicami byli Georges Eppinger i Barbe Vogt. Według tradycji chrześcijańskiej doznawała objawień Jezusa Chrystusa i miała dar proroctwa. Jej mistyczne przeżycia opublikował ksiądz Claude-Ignace Busson w trzech pismach. 10 września 1849 otrzymała habit, a także imię zakonne Alfonsa Maria. 2 stycznia 1850 złożyła śluby zakonne. Była założycielką  zgromadzenia Sióstr Najświętszego Zbawiciela, które uzyskało aprobatę w 1866.
Zmarła 31 lipca 1867 i została pochowana na miejskim cmentarzu, a po ekshumacji jej ciało przeniesiono do zamku w Oberbronn. 29 stycznia 1951 został otwarty jej proces informacyjny, który zakończono 12 stycznia 1955. Po czterdziestu latach jej proces diecezjalny wznowiono i został powołany nowy postulator do sprawy beatyfikacji. 
30 sierpnia 2005  Stolica Apostolska wydała zgodę tzw. Nihil obstat na rozpoczęcie procesu jej beatyfikacji. 19 grudnia 2011 papież Benedykt XVI ogłosił ją czcigodną. 26 stycznia 2018 papież Franciszek zatwierdził cud dokonany za jej wstawiennictwem co otwiera drogę do jej rychłej beatyfikacji. Uroczystość ta odbyła się 9 września 2018 w Strasburgu.